# 世俗人文主义
世俗人文主义（英語：Secular humanism）是一种涵盖人类理智、伦理学和哲学意义上的自然主义的哲学或者人生观。世俗人文主义把宗教教义、超自然主义、伪科学和迷信排除在道德基础及判断依据之外
。
世俗人文主义断定人类无需依赖宗教或者一位神祇来作出合乎道德和正义的判断。然而它并不假设人类在本质上是恶的或者天生下来就是善的，它也不认为人类优越于自然。相反地，人文主义的人生观强调面对人性的独特责任以及人类决定所带来的道德后果。作为世俗人文主义的基础观点是，不管是宗教的还是政治的思想体系必须由每一个个人彻底地来检验，而不能凭信心来接受或者拒绝。因此，世俗人文主义的一个根本部分是主要通过科学和哲学对真理的持续适应性的追求。很多世俗人文主义者从功利主义、伦理自然主义、或者演化伦理学等哲学中获得其道德准则，有些人则倡导道德科学。
国际人文主义和伦理联盟是一个世界范围内联盟，其成员组织为涵盖40多个国家里的一百多个人文主义、理性主义、无宗教、无神论、Bright、世俗、伦理文化、自由思想等组织机构。快乐人是该联盟的官方标志，也是为自认为人文主义者的人所普遍接受的标志。世俗人文主义组织散布于世界各地。全世界有四五百万人自我标识为人文主义者。